# Окуньков Андрій Юрійович
Андрій Юрійович Окуньков (рос. Андрей Юрьевич Окуньков) (нар. 26 липня 1969, Москва) — російський математик.
Працює в галузі теорії представлень та її застосування в алгебраїчній геометрії, математичній фізиці, теорії ймовірностей і спеціальних функціях.
1995 року отримав докторський ступінь в МДУ під керівництвом Олександра Кирилова. З 2002 року по 2010 був професором Принстонського університету, до цього працював асистент-професором в Університеті Каліфорнії. З 2010 — професор Колумбійського університету.
У 2006 році на 25 Міжнародному математичному конгресі, що проходив у Мадриді, був нагороджений премією Філдса за внесок у поєднання теорії ймовірності, теорії представлень та алгебраїчної геометрії..

## Нагороди та визнання
- 2004:Премія Європейського математичного товариства
- 2006:Філдсовська премія
- 2012:член Національної академії наук США
- 2016:член Американська академія мистецтв і наук
- 2018:Доповідач на Міжнародному конгресі математиків у Ріо-де-Жанейро

## Політичні погляди
Підписав відкритого листа російських науковців та наукових журналістів проти Російського вторгнення в Україну 2022 року.

## Лекції
- Andrei Okounkov — Quantum Groups and Quantum Cohomology [Архівовано 24 березня 2017 у Wayback Machine.] (англ.)
- Andrei Okounkov — Quantum Groups and Quantum Cohomology Part 2 [Архівовано 6 квітня 2016 у Wayback Machine.] (англ.)
- Andrei Okounkov — Quantum Groups and Quantum Cohomology Part 3 [Архівовано 5 квітня 2016 у Wayback Machine.] (англ.)
- Andrei Okounkov — Quantum Groups and Quantum Cohomology Part 4 [Архівовано 24 березня 2017 у Wayback Machine.] (англ.)
- Andrei Okounkov — Quantum Groups and Quantum Cohomology, Part 5 [Архівовано 4 квітня 2016 у Wayback Machine.] (англ.)
- Andrei Okounkov — Nakajima Varieties [Архівовано 30 березня 2016 у Wayback Machine.] (англ.)
- Andrei Okounkov — Geometric R-matrices for Nakajima varieties, I [Архівовано 5 квітня 2016 у Wayback Machine.] (англ.)
- Andrei Okounkov — Geometric R-matrices for Nakajima varieties, II [Архівовано 24 березня 2017 у Wayback Machine.] (англ.)
- Andrei Okounkov — Rational curves in quiver varieties [Архівовано 24 березня 2017 у Wayback Machine.] (англ.)
- Andrei Okounkov — Outlook [Архівовано 24 березня 2017 у Wayback Machine.] (англ.)
- Andrei Okounkov, M-theory and DT-theory I (англ.)
- Andrei Okounkov, M-theory and DT-theory II (англ.)
- Quantum Groups and Quantum Cohomology — string math 2012: Andrei Okounkov (англ.)
- Андрей Окуньков «Исчислительная геометрия и теория представлений» 2 (рос.)
- Андрей Окуньков «Исчислительная геометрия и теория представлений» 4 (рос.)
- Андрей Окуньков «Исчислительная геометрия и теория представлений» 5 [Архівовано 1 квітня 2016 у Wayback Machine.] (рос.)

## Доробок
- mit Richard Kenyon, Scott Sheffield: Dimers and amoebae, Annals of Mathematics, Band 163, 2006, S. 1019—1056, Arxiv, 2003 [Архівовано 4 серпня 2018 у Wayback Machine.]
- mit Richard Kenyon: Planar dimers and Harnack curves, Duke Math. Journal, Band 131, 2006, S. 499—524, Arxiv 2003 [Архівовано 4 серпня 2018 у Wayback Machine.]
- mit D. Maulik, N. Nekrasov, R. Pandharipande: Gromov-Witten and Donaldson-Thomas Theory, Teil 1,2, Compositio Mathematica, Band 142, 2006, S. 1263—1285, 1286—1304, Teil 1, Arxiv, 2003 [Архівовано 4 серпня 2018 у Wayback Machine.], Teil 2, Arxiv, 2004 [Архівовано 4 серпня 2018 у Wayback Machine.]
- mit Nekrasov: Seiberg-Witten theory and random partitions, in: The unity of mathematics, Progress in Mathematics 244, Birkhäuser 2006, S. 525—596, Arxiv [Архівовано 4 серпня 2018 у Wayback Machine.]
- mit Nikolai Jurjewitsch Reschetichin, Cumrun Vafa: Quantum Calabi-Yau and classical crystals, in: The unity of mathematics, Progress in Mathematics 244, Birkhäuser 2006, S. 597—618, Arxiv [Архівовано 4 квітня 2019 у Wayback Machine.]
- mit Pandharipande: Gromov-Witten-Theory, Hurwitz theory and completed cycles, Annals of Mathematics, Band 163, 2006, S. 517—560, Arxiv [Архівовано 4 серпня 2018 у Wayback Machine.]
- mit Pandharipande: The equivariant Gromov-Witten theory of {\displaystyle P^{1}}, Annals of Mathematics, Band 163, 2006, S. 561—605, Arxiv [Архівовано 4 серпня 2018 у Wayback Machine.]
- mit Pandharipande: Quantum cohomology of the Hilbert scheme of points in the plane, Inventiones Mathematicae, Band 179, 2010, S. 523—557, Arxiv, 2004 [Архівовано 4 серпня 2018 у Wayback Machine.]
- mit Pandharipande: Virasoro constraints for target curves, Inventiones Mathematicae, Band 163, 2006, S. 47–108, Arxiv [Архівовано 4 серпня 2018 у Wayback Machine.]
- mit Pandharipande: Gromov-Witten theory, Hurwitz numbers and matrix models I, in: Dan Abramovich, Algebraic Geometry, Seattle 2005, Arxiv 2001 [Архівовано 4 серпня 2018 у Wayback Machine.]
- mit Alex Eskin: Asymptotics of numbers of branched coverings of a torus and volumes of moduli spaces of holomorphic differentials, Inventiones Mathematicae, Band 145, 2001, S. 59–103
- mit Spencer Bloch: The character of the infinite wedge representation, Adv. Math., Band 149, 2000, S. 1–60, Arxiv [Архівовано 4 серпня 2018 у Wayback Machine.]
- Why would multiplicities be log-concave ?, in: Progress in Math. 213, Birkhauser 2003
- Brunn-Minkowski inequality for multiplicities, Inventiones Mathematicae, Band 125, 1996, S. 405—411